# Кам'янський ретраншемент

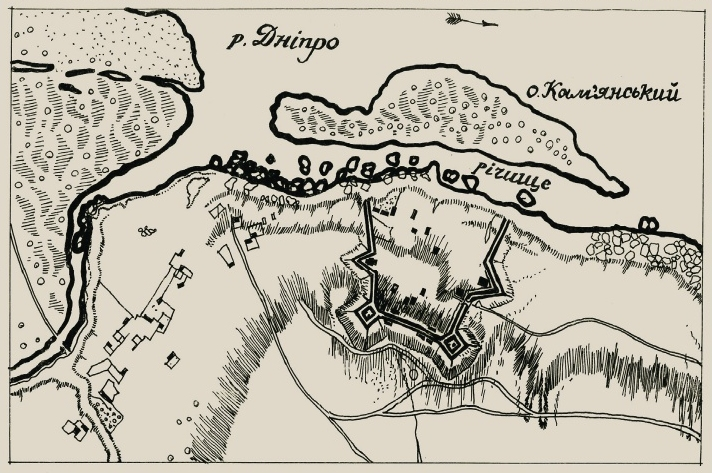
Кам'янський ретраншемент 1778 рік

Кам'янський ретраншемент — колишня російська фортеця на території сучасного міста Дніпро у Лоцманській Кам'янці. Проте, на даний момент точне розташування укріплень є спірним.

## Історія
Заснування Кам'янського ретраншементу припадає на період російсько-турецької війни 1735–1739 pp.
Кам'янський ретраншемент було зведено у 1737 супроти Усть-Самарської фортеці, в урочищі Лоцманська Кам'янка при впадінні в Дніпро р. Кам'янки. Метою укріплення був захист переправи через Дніпро з Усть-Самарської фортеці.
За описом ретраншемент являв собою укріплення з ровів і земляних валів з частоколом по периметру. Південний фронт утворювати два редуту на відстані близько 65 метрів один від одного, від редутів до берега йшли бічні фронти з реданними виступами.
За документами середини XVIII сторіччя, в ретраншементі зберігалася певна кількість військових припасів. Коли при ньому виникла слобода, точно невідомо.
У 1753 році серед населених пунктів Запоріжжя, у яких жили вихідці з Полтавського полку, вказується і «Низшоя» Кам'янка. У 1754 році вона згадується як «Чапелича» Кам'янка, а за відомості 1756 року в «деревне Камянце» проживало 27 вихідців з Гетьманщини та 10 з Польщі.
На початок 1760-х pp. у Кам'янці Чаплинській зареєстровано 30 дворів та 90 козаків і інших чоловіків.
Під час війни 1768–1774 pp. слобода почала значно зростати за рахунок населення, що переселялося під захист укріплення.
Слобода пізніше отримала назву Лоц-Кам'янка, продовжувала розростатися і поглинула залишки укріплення. Вже на початку XIX століття сліди укріплень ледь простежувалися. 